# 扎勒木特乡
扎勒木特乡，是中华人民共和国新疆维吾尔自治区博尔塔拉蒙古自治州温泉县下辖的一个乡镇级行政单位。

## 行政区划
扎勒木特乡下辖以下地区：
布热村、博格达尔村、蔡克尔特村、查干赛村、阿茨村和浩图尔哈村。